# 고모로정
고모로정(일본어: 小諸町)은 일본 나가노현 기타사쿠군에 설치되었던 정이다. 현재의 고모로시의 일부에 해당한다.